# 니콜라이 카푸스틴
니콜라이 기르셰비치 카푸스틴(러시아어: Николай Гиршевич Капустин, Nikolai Girshevich Kapustin우크라이나어: Микола Гіршович Капустін 미콜라 기르쇼비치 카푸스틴[*], 1937년 11월 22일 ~ 2020년 7월 2일) 은 우크라이나의 작곡가, 피아니스트이다.

## 약력
우크라이나 홀리프카 출신이다. 7세 때 피아노를 배우기 시작하였으며 14세 때 모스크바로 이주했다. 모스크바 음악원에서 알렉산더 골든바이저에게 피아노를 사사했고 재학 중에 재즈에 흥미를 갖기 시작하여 독자적인 아이디어에 기초한 작곡을 시작하게 되었다.
1961년 모스크바 음악원을 졸업한 이후 1972년까지 11년에 걸쳐 재즈 오케스트라로서 소련을 무대로 연주 여행을 경험했다. 1980년 차이콥스키홀에서 자신의 피아노 협주곡 2번을 연주하는 것을 끝으로, 자신의 작품을 녹음하는 것을 제외하고 작곡 활동에 전념하게 된다. 작곡가로서는 긴 무명 시절을 보냈으나 니콜라이 페트로프, 마르크-앙드레 아믈랭, 스티븐 오스본 등의 피아니스트들이 카푸스틴의 작품을 연주하기 시작하면서 그의 이름이 알려지게 된다. 대한민국에서는 손열음, 김정원 등이 그의 작품을 연주한 바가 있다.

## 작품
약 160개의 곡을 작곡하였다. 재즈와 클래식을 융합한 독특한 작품으로 알려져 있다. 또한 카푸스틴 스스로가 뛰어난 피아니스트이기에 고도의 연주 기교가 필요한 피아노곡을 다수 작곡하였다. 성악곡은 전혀 작곡하지 않았다.

## 관련 논문
- 박지현, 〈카푸스틴의 〈24 Preludes in Jazz Style for Piano〉에서의 형식적 실험〉, 《음악과 문화》 29, 세계음악학회, 2013년
- 윤재웅, 〈N. 카푸스틴, 클래식과 재즈 두 얼굴의 구도자 : 초기 피아노소나타의 형식을 중심으로〉, 경성대학교 대학원 음악학과 박사학위논문, 2015년
- 권택천, 〈N. 카푸스틴의 Three Études op.67을 통해 본 클래식과 재즈의 융합 양상〉, 《음악과 문화》 35, 세계음악학회, 2016년
- 송수연, 〈니콜라이 카푸스틴의 Variations Op. 41 분석연구〉, 충남대학교 대학원 음악과 음악 전공 석사학위논문, 2016년 2월
- 노진아, 〈카푸스틴(N. Kapustin) 연습곡 6번(Eight Concert Etude Op.40 No.6)에 나타난 클래식 음악 형식과 재즈 요소의 관계 분석〉, 중앙대학교 대학원 음악학과 피아노 페다고지 전공 석사학위논문, 2016년 2월
- 전보람, 〈N. Kapustin의 〈피아노소나타 6번 Op.62〉의 분석연구〉, 숙명여자대학교 대학원 기악학과 피아노 전공 석사학위논문, 2016년 12월
- 유가람, 〈N. Kapustin의 피아노소나타 제2번(Op. 54) 분석연구〉, 국민대학교 일반대학원 음악학과 피아노 전공 음악학석사학위 청구논문, 2017년
- 박혜인, 〈카푸스틴의 작품 〈24 Preludes for Piano Op.53〉에 나타난 재즈 요소 분석연구〉, 계명대학교 대학원 미디어아트학과 뮤직테크놀로지 전공 석사학위논문, 2017년 2월
- 이혜수, 〈N. Kapustin 〈8 Concert Etudes op. 40〉 no.6 Pastoral, no.7 Intermezzo, no.8 Finale 분석 연구〉, 건국대학교 대학원 음악학과 석사학위논문, 2018년
- 김보정, 〈N. Kapustin 〈8 Concert Etude Op. 40, No. 3〉 'Toccatina' 분석연구〉, 충남대학교 대학원 음악과 음악 전공 석사학위논문, 2019년 2월
- 박영선, 〈카푸스틴 〈8개의 연주회용 연습곡, Op. 40〉 제3번 연주 기법 : 재즈 요소를 중심으로〉, 충남대학교 대학원 음악과 음악 전공 석사학위논문, 2019년 2월
- 김국화, 〈니콜라이 카푸스틴 소나티나 Op.100 작품분석 연구〉, 한국교통대학교 일반대학원 음악학과 피아노 전공 석사학위논문, 2022년 8월
- 김수진·장유정, 〈20세기 소련 작곡가 카푸스틴의 음악에 나타난 재즈적 요소-〈피아노 협주곡 2번 Op. 14〉를 중심으로-〉, 《대중음악》 32, 한국대중음악학회, 2023년